# Недвижима собственост
Недвижима собственост на английски: real estate, property, real property, asset, immovables е обект с неодушевен характер (виж предмет), който е притежание на физическо или юридическо лице и чието географско местоположение е невъзможно да бъде променено без разрушаване на физическата му цялост.

## Oбекти
- Самостоятелна къща – на английски: detached home, detached house
- Къща-близнак – на английски: semidetached home, semidetached house
- Редова къща – на английски: town house
- Мезонет – на английски: penthouse
- Апартамент – на английски: condo(minium), suite, flat, apartment
- Жилищен блок, жилищна кооперация – на английски: condominium, apartment building, tower block, high-rise, residential tower, apartment tower, apartment block, block of flats
- Парцел – на английски: lot, land lot, plot, land, ground, plat
- Обект в строеж (или в проект), „на зелено“ – на английски: Off plan
- Квартал, затворено селище – на английски: block, neighbourhood